# Großviehberg
Großviehberg ist ein Gemeindeteil der Stadt Hersbruck im Landkreis Nürnberger Land (Mittelfranken, Bayern). Großviehberg liegt in der Gemarkung Hersbruck.

## Geografie
Das Dorf liegt auf einer Hochebene der Hersbrucker Alb und ist unmittelbar von Acker- und Grünland umgeben. Eine Gemeindeverbindungsstraße führt nach Hersbruck zur Kreisstraße LAU 30 (1,9 km südwestlich) bzw. nach Kleedorf (1,2 km nordwestlich). Eine weitere Gemeindeverbindungsstraße führt nach Kleinviehberg (1,3 km südöstlich).

## Geschichte
Die erste gesicherte Erwähnung von Großviehberg stammt aus dem Jahr 1326.
Mit dem Gemeindeedikt (frühes 19. Jahrhundert) wurde Großviehberg dem Steuerdistrikt Hohenstadt und der Ruralgemeinde Hohenstadt zugewiesen. Im Zuge der Gebietsreform in Bayern wurde die Gemeinde am 1. Januar 1972 nach Hersbruck eingegliedert.

## Baudenkmäler

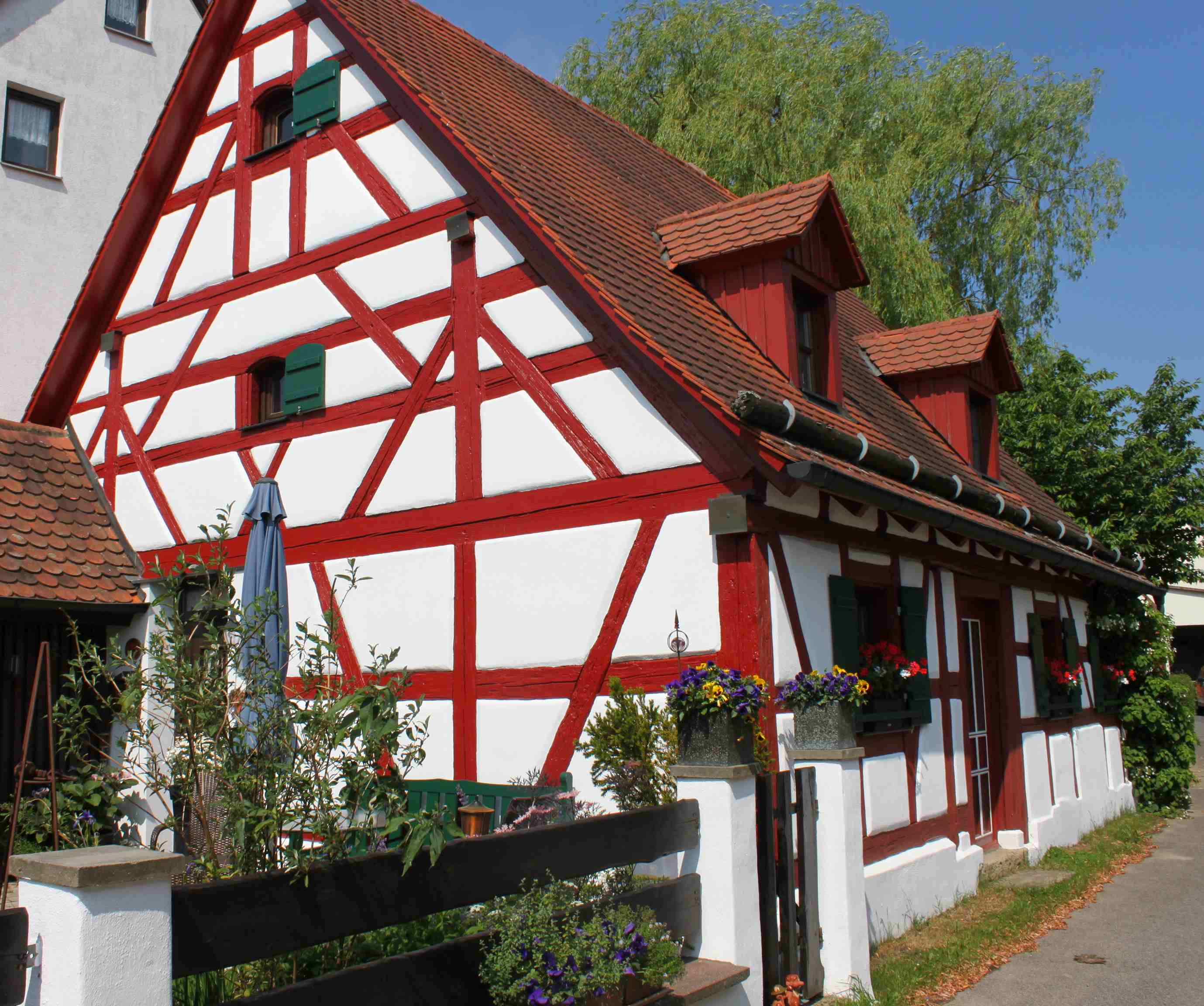
Das ehemalige Hirtenhaus

In Großviehberg gibt es zwei Baudenkmäler, ein Wohnstallhaus und ein ehemaliges Hirtenhaus.